# Okres Komló
Okres Komló (maďarsky Komlói járás) je okres v jižním Maďarsku v župě Baranya. Jeho správním centrem je město Komló.

## Sídla
V okrese se nachází celkem 20 měst a obcí, jimiž jsou:
Bikal, Bodolyabér, Egyházaskozár, Hegyhátmaróc, Kárász, Komló, Köblény, Liget, Magyaregregy, Magyarhertelend, Magyarszék, Mánfa, Máza, Mecsekpölöske, Oroszló, Szalatnak, Szárász, Szászvár, Tófű, Vékény